# Video Game High School
Video Game High School (oder kurz VGHS) ist eine US-amerikanische Action-Comedy-Webserie von RocketJump, die dem Gamer BrianD folgt, der auf die Video Game High School kommt, an der aufstrebende Spieler den Umgang mit Videospielen lernen. Regie führten Freddie Wong und Showrunner Matt Arnold. VGHS wurde von 2012 bis 2014 auf verschiedenen Plattformen veröffentlicht und sammelte allein auf YouTube über 100 Millionen Aufrufe. Zudem wurde die Serie auf DVD, Blu-ray sowie Video-on-Demand-Portalen veröffentlicht.
Die Webserie erlangte mediale Aufmerksamkeit durch ihre Finanzierung, nahezu zwei Millionen Dollar des Budgets wurden mittels Crowdfunding abgedeckt, sowie durch ihre hohe Produktionsqualität, vor allem der visuellen Effekte. Die Serie wurde für verschiedene Auszeichnungen nominiert und gewann mehrere Preise.

## Handlung
In einer Welt, in der Pro-Gaming zur wichtigsten Sportart geworden ist, besuchen Jungtalente die Video Game High School (VGHS), ein Gaming-Internat. Als BrianD im Ego-Shooter Field of Fire eher zufällig den besten Spieler der VGHS, The Law, besiegt, darf auch er auf die VGHS. Dort wird er von der Mehrheit der Schüler als Noob angesehen, er lernt aber auch einige neue Freunde kennen: Ki Swan, die Spieleentwickler-Tochter, die zusammen mit ihm auf die Schule gekommen ist und seinen neuen Mitbewohner Ted Wong, den unter Erfolgsdruck stehenden Sohn des Guitar-Hero-Weltmeisters Freddie Wong. Während sich Ki und Ted näher kommen, verguckt sich BrianD in den Captain des Junior Varsity FPS Teams, Jenny Matrix, die ausgerechnet mit BrianDs Erzfeind The Law zusammen ist. Daraufhin ringt er um Anerkennung an der Schule, versucht die Liebe von Jenny Matrix zu erobern und muss sich gegen The Law verteidigen. Schließlich wird BrianD Teil des Junior-Teams der Schule.
In der zweiten Staffel wird The Law des Hackens beschuldigt und verliert sowohl seinen Account als auch, zusammen mit seinem Team, das Recht in der Meisterschaft weiterzuspielen. Diese Stelle füllt das Junior-Team: BrianD, Jenny Matrix, Games Dean, Jumpin’ Jax, Moriarty und Rawpunzel. Unter ihrem neuen Coach Mary Matrix, Jennys Mutter, schaffen sie es in die Playoffs. Ted, der mittlerweile Drift-Gamer ist, hat sich fest in seinem neuen Team integriert, während Ki Resident Advisor unter dem Kommando von Shane Pizza geworden ist. Law ist bei Brian eingezogen und spioniert in der Schule, um denjenigen zu finden, der ihn angezeigt hat. Dabei konzentriert er sich auf Shane. In Folge fünf hilft ihm Shot Bot um Shane zu enttarnen, was jedoch misslingt. Beim Versuch Law und den Stick, auf dem die wichtigsten Informationen sind, zu retten, wird er deaktiviert, jedoch darf The Law nun wieder im FPS-Team spielen. Im nächsten Spiel gelingt wieder ein knapper Sieg, bei dem dieser wieder in seine Fassung zurückfindet. Am Ende des Spiels taucht jedoch Ashley Barnstormer III, Captain des Napalm Energy Drink High School Teams, mit seinem Team auf und bietet The Law einen Spielervertrag an. Dieser akzeptiert. Währenddessen distanziert sich Ted von Brian. Shane verkündet, das er Schülersprecher werden will, woraufhin Ki klar wird, dass sie dies auch will. Ein Schüler namens Wendell wird ihr Stellvertreter.
In der dritten Staffel ist einiges anders. Ki ist nun im Wahlkampf und versucht Unterstützer zu gewinnen, die sie in den benachteiligten Social Gamer findet. Es wird auch klar, dass Shane in Wirklichkeit Shane Barnstormer heißt und Ashleys Zwillingsbruder ist. Wenig später wird klar, dass Wendell versucht hat zu betrügen, damit Ki die Wahl gewinnt. Ted ist zu schnell Auto gefahren und muss für drei Wochen unter Arrest. Die Wahl für den Schülersprecher ist in vollem Gange und Ki scheint zu gewinnen, doch Shane setzt ihre Ideen ein. Als Ki jedoch eine Wahlurne sieht, gibt sie gefälschte Stimmen ab und gewinnt. Währenddessen kämpft Brian mit seinem Team in den Playoffs um den Einzug ins Finale und muss dabei gegen die Napalm Energy Drink High antreten. Schon am Anfang der Folge eröffnet Ashley The Law, dass sein Account von einem anderen Spieler, New Law, übernommen wird. Die VGHS ist kurz davor die Geisel, Jumpen’ Jax, zu retten und zu gewinnen, wird jedoch durch New Law aufgehalten. Ashley, die Geisel von Napalm, kann befreit werden und überlebt als einziges Mitglied seines Teams, während Jenny auf der anderen Seite die Letzte ist. Sie steht unter enormen Druck, da sie die Möglichkeit hat, Mitglied ihres Lieblingsteams, der Paris Panthers, zu werden. Dafür müsste sie sich jedoch von Brian trennen. Sie verfehlt Ashley und das Team verliert. Brian ist wütend und trennt sich von Jenny, während Ki, beschämt von ihrem Betrug, die Schule verlässt und Shane Schülersprecher wird.
Brian, Ted und Jenny reisen ihr nach, erfahren jedoch, dass Teds Vater Freddie gestorben ist. Ted wird daraufhin labil und stürzt in eine tiefe Depression, fängt sich aber wieder, als er seine Trauer zulässt. Die nächste Folge beginnt mit einer Rückblende: Etwa fünf Jahre vor dem Geschehen versuchen Shane und Ashley auf die VGHS zu kommen. Aufgrund ihres Alters werden sie jedoch abgelehnt, Schulleiter Calhoun will auch einen Scheck nicht annehmen. Ihre Mutter verspricht ihnen die VGHS zu kaufen, wenn sie die Aktie von Napalm auf 400 $ bringen. Dies scheint ihnen auch zu gelingen, ein anderes Getränk stiehlt ihnen aber den Markt. Shane täuscht daraufhin der Öffentlichkeit seinen Tod vor, färbt seine Haare, benennt sich in Shane Pizza um und schreibt sich bei der VGHS ein. Schließlich erreicht die Napalm Aktie den Wert von 400 $ und Mrs. Barnstormer kauft die VGHS. Jenny und Brian versuchen die VGHS zu retten, doch Ki hat den richtigen Einfall: Sie schlägt Shane und Ashley vor den Napalm Bowl zu veranstalten: Die NEDHS gegen die VGHS mit 32 gegen 32 Spielern und für den Sieg die „Meisterdose“ zu produzieren. Die beiden nehmen an und stellen für 30 Millionen Dollar ein Team aus Pro-Gamern zusammen. Die VGHS erstellt ein Team aus den sechs FPS-Spielern, Calhoun, Ki und The Law zusammen. Jede Gilde wird auf ihre jeweiligen Stärken trainiert, während The Law einfach nur New Law töten will. Die beiden veranstalten einen Wettkampf, wer Ki zuerst töten kann und sterben dabei beide. Brian gelingt es die Bombe zu zünden und das Spiel zu gewinnen. Die Barnstormer-Brüder bleiben selbstbewusst, bis ihre Mutter fragt warum die beiden die Meisterdose produzieren, obwohl sie verloren haben und wie viele produziert werden. Als Shane gesteht, dass 40 Millionen Lieferungen für jeden Händler der Welt produziert werden, beendet sie das Mega-Mall Projekt der beiden, womit die VGHS gerettet ist. Jenny wird Mitglied im zweiten Team der Paris Panthers und zieht nach Paris, während Brian, der die Schule verlassen musste, Ted und Ki Freunde bleiben.

## Darsteller

### Hauptdarsteller
- Josh Blaylock als BrianD, Ego-Shooterspieler und Protagonist der Serie, der neu auf der VGHS ist.
- Johanna Braddy als Jenny Matrix, Teamkapitän des „Field of Fire“-Teams der VGHS. In der ersten Staffel „The Law“s Freundin und Brians Angebetete, später seine Freundin.
- Jimmy Wong als Ted Wong, Brians bester Freund. Ted versucht seinen Vater Freddie Wong, einem Guitar-Hero-Weltmeister, im Rhythm-Gaming nachzueifern, obwohl sein Talent bei Autorennspielen liegt.
- Ellary Porterfield als Ki Swan, besucht die VGHS um Spieleentwicklerin zu werden. Sie ist eine von Brians besten Freunden. Später wird sie die Freundin von Ted. Sie ist eine strebsame Schülerin, arbeitet als Schüleraufsicht und versucht Schulsprecherin zu werden.
- Brian Firenzi als „The Law“, der beste Amateurspieler der Welt. Freund von Jenny Matrix in der ersten Staffel und Gegenspieler BrianDs. Ende der zweiten Staffel nimmt er einen Spielervertrag der Napalm Energy Drink High School (NEDHS) an. Dort wird ihm in der dritten Staffel gekündigt.
- Cynthia Watros als Mary Matrix, Coach des „Field of Fire“-Teams und Jennys Mutter. (ab Staffel zwei)

### Nebendarsteller
- Chase Williamson als Shane Pizza beziehungsweise Barnstormer. Er beschuldigt The Law des Aimbottings und kämpft gegen Ki Swan bei der Wahl zum Schülersprecher der VGHS. Später stellt sich heraus, dass er der Zwillingsbruder von Ashley Barnstormer ist. (Ab Staffel zwei.)
- Bryan Forrest als Ashley Barnstormer, CEO von Napalm Energy, Teamkapitän des „Field-of-Fire“-Teams der NEDHS. Er versucht die VGHS aufzukaufen und seiner Schule hinzuzufügen. (Ab Staffel zwei.)
- Benji Dolly als Games Dean, ein „Field-of-Fire“-Spieler der VGHS, der BrianD zunächst ablehnend gegenübersteht.
- Rocky Collins als Drift King oder DK, ein alteingesessener Schüler und Kapitän des „Drift-Racing“-Teams der VGHS.
- Harley Morenstein als Ernie Calhoun, der Schuldirektor der VGHS.
- Brennan Murray als Wendell, ein Streber und Freund von Ki. Er unterstützt Ki als Schulaufsicht und bei dem Wahlkampf zum Schülersprecher. (Ab Staffel zwei.)
- Freddie Wong als eine fiktionalisierte Version von ihm. Er ist ein Guitar-Hero-Weltmeister und unterrichtet Rhythm-Gaming an der VGHS. Er ist Teds Vater.
- Nathan Kress als der neue „Law“, der sämtliche Speicherstände von Law erhält, als jener der NEDHS verwiesen wird. (Ab Staffel drei.)

### Gastdarsteller
- Zachary Levi als FPS-Lehrer Ace (Folge 1x03 und 1x09)
- John Ennis als Kenneth Swan, Ki Swans Vater (Folge 2x03, 3x04 und 3x05)

Zudem haben einige bekannte Persönlichkeiten in VGHS Cameos:
- Arden Cho als Nachrichtensprecher (Folge 1x01)
- Stan Lee als Richter (Folge 2x01)
- Chris Hardwick als Nachrichtensprecher (Folge 2x01)
- Cliff Bleszinski als Nachrichtensprecher (Folge 2x01)
- Tony Hawk als Präsidentschaftskandidat (Folge 3x01)
- Joel McHale als Präsident (Folge 3x01)
- Conan O’Brien als Nachrichtensprecher (Folge 3x01)

## Rezeption
Video Game High School sowie Beteiligte an der Produktion wurden mehrfach ausgezeichnet. Freddie Wong wurde 2014 bei den Webby Awards unter anderem aufgrund seiner Arbeit an VGHS zur „Webby Film & Video Person of the Year“ ernannt. Von Forbes wurde er 2015 in der „30 under 30“ Kolumne im Bereich „Hollywood & Entertainment“ geführt. Aufgrund der erfolgreichen Crowdfundingkampagnen gilt er in Los Angeles zu den führenden Akteuren im Bereich Digitale Medien. In einer Webserien-Top-Ten-Liste des Branchenblatts Variety wird VGHS 2013 an erster Stelle erwähnt.
Auszeichnungen
- 2014: Golden Reel Award Nominierung in der Kategorie Best Sound Editing – Computer Episodic Entertainment

Producers Guild of America Awards
- 2014: Nominierung in der Kategorie Outstanding Digital Series
- 2015: Nominierung in der Kategorie Outstanding Digital Series

Streamy Awards
- 2013: Nominierung in der Kategorie Best Ensemble Cast
- 2013: Nominierung in der Kategorie Best Production Design
- 2014: Nominierung in der Kategorie Show of The Year
- 2014: Nominierung in der Kategorie Visual and Special Effects
- 2014: Nominierung in der Kategorie Costume Design
- 2014: Nominierung in der Kategorie Actor in a Comedy (für Jimmy Wong)
- 2014: Nominierung in der Kategorie Actress in a Comedy (für Johanna Braddy)
- 2014: Auszeichnung in der Kategorie Directing
- 2014: Auszeichnung in der Kategorie Action and Sci-Fi Show
- 2014: Auszeichnung in der Kategorie Best Ensemble Cast